# 拉沙佩勒迪蒙迪沙
拉沙佩勒迪蒙迪沙（法語：La Chapelle-du-Mont-du-Chat，法語發音：[la ʃapɛl dy mɔ̃ dy ʃa]）是法国萨瓦省的一个市镇，属于尚贝里区。

## 地理
拉沙佩勒迪蒙迪沙（45°42'19"N, 5°51'15"E）面积7.08 平方千米，位于法国奥弗涅-罗讷-阿尔卑斯大区萨瓦省，该省份为法国东部省份，历史上为薩伏依的一部分，北起上萨瓦省，西接伊泽尔省和安省，南部和东部与上阿尔卑斯省和意大利接壤。
与拉沙佩勒迪蒙迪沙接壤的市镇（或旧市镇、城区）包括：艾克斯莱班、比耶姆、布尔多、布里松-圣伊诺桑、圣让德舍沃吕。

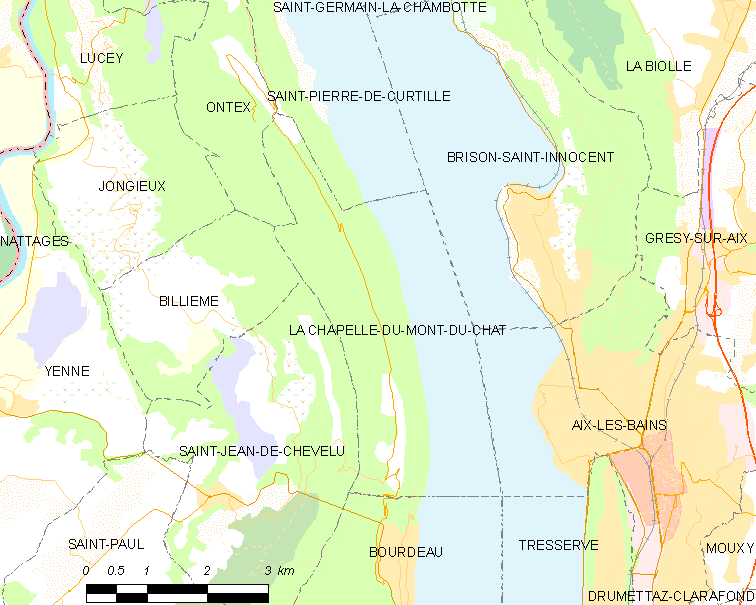
拉沙佩勒迪蒙迪沙的OSM定位图

拉沙佩勒迪蒙迪沙的时区为UTC+01:00、UTC+02:00（夏令时）。

## 行政
拉沙佩勒迪蒙迪沙的邮政编码为73370，INSEE市镇编码为73076。

## 政治
拉沙佩勒迪蒙迪沙所属的省级选区为拉莫特塞沃莱克斯县。

## 人口

1962-2008年间拉沙佩勒迪蒙迪沙人口变化图示

拉沙佩勒迪蒙迪沙于2022年1月1日时的人口数量为267人。